# Hueso pubis
El hueso pubis, hueso púbico o pubis es una parte del hueso coxal, y está situado en su parte frontal.

## Partes
El pubis está formado por:
- Un cuerpo anterior que se une con el cuerpo del otro hueso del pubis, mediante la sínfisis del pubis.
- Una rama superior que se continúa con el hueso ilion (rama iliopúbica).
- Una rama inferior que se continúa con el hueso isquion (rama isquiopúbica).

## Caracterización
Las dos ramas del pubis delinean un triángulo central, llamado agujero obturador.
Las ramas inferiores convergen en el cuerpo del pubis formando un ángulo agudo, que se abre inferiormente (desde dentro) con vértice en la línea media, quedando las tuberosidades isquiáticas a ambos lados.

## Monte de Venus
El pubis también es la región anatómica de la pelvis situada encima o sobre la sínfisis púbica, cubierta de vello, también llamada monte de Venus en las mujeres, que suele estar más elevada en las mujeres y en las personas mayores. Corresponde a la parte más inferior del hipogastrio en el abdomen.